# Cléo de Páris
Cleomara de Paris Regozo (Barão de Cotegipe, 18 de março de 1972) é uma atriz brasileira. Participa da companhia teatral Os Satyros. Em 1998, atuou no curta-metragem A Vida dos Outros, que lhe rendeu o Kikito de melhor atriz.

## Cinema
| ano  | filme                     |
| ---- | ------------------------- |
| 1998 | Nocturnu                  |
| 2000 | Tolerância                |
| 2000 | A Verdade às Vezes Mancha |
| 2000 | Dois Filmes em Uma Noite  |
| 2000 | Outros                    |
| 2001 | Snake                     |
| 2001 | Vou Zoar Até Morrer       |
| 2008 | Encarnação do Demônio     |